# Cis coriaceus
Cis coriaceus es una especie de coleóptero de la familia Ciidae.

## Distribución geográfica
Habita en Chipre.